# Reopalu
Reopalu är en by (estniska: küla) i Türi kommun i landskapet Järvamaa i mellersta Estland. Byn ligger vid Riksväg 5, direkt väster om staden Paide, där ån Reopalu jõgi flyter samman med floden Pärnu.
I kyrkligt hänseende hör byn till Paide församling inom den Estniska evangelisk-lutherska kyrkan.
Före kommunreformen 2017 hörde byn till dåvarande Väätsa kommun.